# Protapes rhamphodes
Protapes rhamphodes is een tweekleppigensoort uit de familie van de Veneridae. De wetenschappelijke naam van de soort is voor het eerst geldig gepubliceerd in 1996 door Oliver & Glover.